# Matt Keeslar
Matt Keeslar (Grand Rapids, 15 ottobre 1972) è un attore statunitense.
È noto per avere interpretato Tom Prinze in Scream 3 e The Middleman nella serie omonima.

## Biografia
L'attore ha recitato in Scream 3, il suo più recente film e in molte serie televisive della ABC Family.
Nel 2005 ha sposato Lori Henriques.

## Filmografia parziale

### Cinema
- Un sogno senza confini (The Run of the Country), regia di Peter Yates (1995)
- The Stupids, regia di John Landis (1996)
- Sognando Broadway (Waiting for Guffman), regia di Christopher Guest (1996)
- Mr. Magoo, regia di Stanley Tong (1997)
- The Last Days of Disco, regia di Whit Stillman (1998)
- Splendidi amori (Splendor), regia di Gregg Araki (1999)
- Scream 3, regia di Wes Craven (2000)
- Urbania, regia di Jon Shear (2000)
- Texas Rangers, regia di Steve Miner (2001)
- Art School Confidential - I segreti della scuola d'arte (Art School Confidential), regia di Terry Zwigoff (2006)

### Televisione
- Law & Order - I due volti della giustizia (Law & Order) – serie TV, episodio 9x07 (1998)
- Dune - Il destino dell'universo (Frank Herbert's Dune) – miniserie TV, 3 puntate (2000)
- Rose Red – serie TV, 3 episodi (2002)
- The Middleman – serie TV, 12 episodi (2008)

## Doppiatori italiani
Nelle versioni in italiano delle opere in cui ha recitato, Matt Keesler è stato doppiato da:
- Riccardo Rossi in Art School Confidental, Rose Red
- Gioele Dix in Splendidi amori
- Francesco Bulckaen in The Middleman
- Oreste Baldini in Mr Magoo
- Christian Iansante in Scream 3
- Francesco Pezzulli in Leverage - Consulenze illegali